# Angus & Cheryl
Angus & Cheryl (spanisch Angus y Cheryl - lucha de poder bzw. koreanisch 비키와 조니; RR: Bikiwa Joni) ist eine spanisch-südkoreanische Computeranimationsserie aus dem Jahr 2007. Die Serie besteht aus 104 zweiminütigen, in drei Staffeln unterteilten Folgen und handelt von den beiden Figuren Angus und Cheryl. Die Serie kommt dabei ohne Sprache aus.

## Handlung
Angus und Cheryl sind zwei Spielzeugfiguren, die gemeinsam in einer Wohngemeinschaft leben. Obwohl beide sich oft gegenseitig unterstützen und Cheryl sich selbst als die „große Schwester“ von Angus sieht, geraten beide untereinander häufig in Streitigkeiten. Angus ist der eher aufgeweckte Typ, doch Cheryl weiß sich dagegen zu wehren, sodass oft Chaos entsteht.
In der letzten Folge kommt es dann zum Happy End zwischen den beiden Streithähnen: Sie verheddern sich in einer Schaukel und müssen mit ansehen, wie sich ihre Gesichter immer näher kommen und schließlich aufgrund von Honig, der aus unglücklichen Umständen an ihren Mündern klebt, zusammenkleben.

## Produktion und Veröffentlichung
Angus & Cheryl wurde 2007 von Screen 21, BRB Internacional, Tuba Entertainment und Televisio de Catalunya produziert. 
CBBC strahlte die Serie in Großbritannien aus und ab dem 22. Dezember 2008 war Angus & Cheryl bei RTL II im Format Pokito zu sehen. Die Ausstrahlung bei RTL II wurde bis 2009 fünfmal wiederholt. Seit 2010 wird Angus & Cheryl sporadisch im Kinderprogramm gezeigt.